# Puccini for Beginners
Puccini for Beginners és una pel·lícula de comèdia romàntica estatunidenca de 2006 escrita i dirigida per Maria Maggenti i protagonitzada per Elizabeth Reaser, Gretchen Mol, i Justin Kirk. La pel·lícula va debutar al Festival de Cinema de Sundance de 2006, i es va estrenar en DVD als Estats Units el 3 de juliol de 2007.

## Trama
La història comença amb la Samantha (Julianne Nicholson) que trenca amb Allegra (Elizabeth Reaser), una autora lesbiana que ha tingut problemes de relació en el passat. Allegra coneix un home anomenat Philip (Justin Kirk) en una festa, amb qui sent una connexió. L'endemà coneix la Grace (Gretchen Mol), l'exnòvia d'en Philip, tot i que Allegra no ho sap. Allegra i Philip comencen a veure's, i Philip deixa la Grace definitivament. L'Allegra veu la Grace fora d'una sala de cinema i la Grace plora perquè el seu xicot la deixa. L'Allegra té una cita amb Philip, però se'n va després que els pensaments en la seva ment li diguin que està malament estar amb un noi.
Allegra va i torna a citar-se amb Philip i Grace. Després de diverses cites més, la Grace ensenya a Allegra una foto del seu exnòvio, i s'assabenta que Philip i Grace estaven junts. Philip i Grace surten a sopar, on es revelen que estan veient algú més. Mentrestant, Allegra atén una festa, que resulta ser la festa de compromís de Samantha. Philip i Grace es presenten a la festa, i tots dos descobreixen que han estat veient la mateixa dona. Al final, Allegra ha tornat amb la Samantha i no torna a veure en Philip i en Grace.

## Repartiment
- Elizabeth Reaser com Allegra
- Gretchen Mol com a Grace
- Justin Kirk com a Philip
- Julianne Nicholson com a Samantha
- Jennifer Dundas com a Molly
- Tina Benko com a Nell
- Kate Simses com a Vivian
- Brian Letscher com a Jeff
- Will Bozarth com a Jimmy
- Ken Barnett com a Scott

## Nominacions i premis
Fou nominada al premi del jurat al Festival de Cinema de Sundance de 2006 El mateix any va guanyar el Premi Diversitat al Festival Internacional de Cinema Gai i Lèsbic de Barcelona.